# Препозиція
Препозиція — положення слова, словосполучення або простого речення (складової) перед іншою складовою, синтаксично пов'язаною з нею: «я ся бою».
Зазвичай говорять про препозиції і постпозиції залежних складових щодо головних. Так, в українській мові в нейтральному випадку в препозиції прикметники (білий стіл), а у французькій та англійській — артиклі (le loup, the wolf). Препозиція (в такому, більш вузькому сенсі) звичайна для мов з лівостороннім синтаксисом, хоча дуже в багатьох випадках в таких мовах представлена і постпозиція окремих класів слів (наприклад, у французькому постпозиційні прикметники).

Наявність рухомої зворотної частки -ся /-сі,=си/ як у постпозиції, так і в препозиції у різних її фонетичних варіантах (с'а, са, си) характерна для Південно-західного наріччя української мови.